# ドンキーコング ジャングルクライマー
『ドンキーコング ジャングルクライマー』は、2007年8月9日に発売された、任天堂のニンテンドーDS用ソフト。ゲームボーイアドバンス『ぶらぶらドンキー』の続編にあたる。同年9月10日にアメリカで、同年10月12日にはヨーロッパでも発売された。

## ストーリー
南の島「さんさん島」のビーチへバカンスに来たコングファミリー。突如、山の頂上に巨大なバナナが現れる。山を登り近づいてみるとそれはバナナ星人の宇宙船であった。バナナ星人は、スーパーパワーを秘めたアイテム「クリスタルバナナ」をクレムリン軍団に奪われたと語る。ドンキーコングとディディーコングは彼に協力してクリスタルバナナを取り返すため冒険に出る。

## 操作
操作はおもに、前作同様L/Rキーを使い、空中に点在する取っ手を伝って移動する。他にA・Bボタンでのアタック等の操作が追加され、つかむ取っ手の種類もバリエーションに富んだものとなっている。
L
左手と連動。押している間は物を掴み、離すと手を離す。左手だけで取っ手につかまっている場合、左回りに回転する。
R
右手と連動。押している間は物を掴み、離すと手を離す。右手だけで取っ手につかまっている場合、右回りに回転する。
LR同時押し
ジャンプ。
十字キー
地上を歩く時、空中時に左右移動。また現在地から上下にずらしてマップを見る事ができる。
A・B
アタック。ディディーコングがいる場合、遠くまでアタックできる。
X
クランキーコングやバナナ星人のそばで押すと、操作方法のレクチャーやアドバイスをもらえる。

## アイテム、仕掛け
バナナ
1本、5本、10本の3種類があり、100本集めると1UP。
宝石
1個分、5個分、10個分の3種類があり、100個集めると、一定時間無敵になれる「クリスタルスター」が使える。タッチパネルで使用でき、3つまで（かくしせっていのクリスタルスターで6つに設定すると6つまで）ストック可能。
石
手で掴み、離すと放物線を描いて飛んで行く。敵を倒したり障害物を壊せる。
爆弾
手で掴み、離すと放物線を描いて飛んで行くが、しばらくすると爆発する。爆風に触れるとダメージを受ける。
KONGパネル
各コースにK・O・N・Gの4枚ずつあり、全て集めると1UP。離れ島など、一部のステージには登場しない。
オイルバレル
集めるとファンキーコングの飛行機に乗って各ステージの離れ島コースに行ける。
DKコイン
集めると「おまけ」モードに「かくしせってい」が追加される。
バナナコイン
各コースに5枚存在。
DKバレル
壊すと、ディディーコングが現れサポートする。すでにディディーコングがいる場合、壊すと10個分の宝石が出てくる。
ノーマルバレル
壊すとバナナや宝石、バナナコインが出現する。
金属バレル
爆弾やハンマーで壊せる。壊すと宝石、バナナコインが出現する。
?バレル
壊すと、何かが起こる。
ブースターバレル
入ると自動的に空を飛ぶ。飛んでいる間はL/Rボタン、十字ボタンの右、左で操作できる。敵に当たるとアウト。
タル大砲
入ると、自動的に白い印が付けられている方に発射される。
ローリングバレル
曲がった矢印が描いてある。L/Rで発射方向を調節し、Aボタンで発射。
TNTバレル
壊すと爆発し、周囲の障害物を壊せる。ただし爆風に触れるとダメージを受ける｡
ボーナスバレル
「B」の字が描いてある。入るとバナナを集めるボーナスゲームが遊べる。
木箱
壊すとバナナや宝石、ハンマー等のアイテムが出現する。
岩
小さい岩と大きい岩がある。小さい岩はアタックや石でも壊せるが、大きい岩は、爆弾やハンマー、TNTバレルでしか壊せない。大きい岩は壊すと宝石やバナナコイン等のアイテムが出現する。
タイヤ
触れると勢い良く弾かれる。上から着地すると高さに合わせてジャンプする。そのため低い所から着地するとあまり飛べないが、高い位置から着地すると非常に高く飛ぶ。
クリスタルバナナ

### ディディーコングがいる場合に使えるアイテム
※これらのアイテムは一定時間のみ使用可。またかくしせっていでそれぞれパワーアップすることもできる。
羽根
L/Rで羽ばたく事で空を飛べる。
ハンマー
アタックで壊せない障害物を壊せる。
バーナー
雪を溶かしたり、TNTバレルに点火できる。

## ボスキャラクター
バナナシップ
バナナ星人が乗る宇宙船。
ジャンクロンプ
メガンプ（建設中）
パニックファクトリーのボス。
ドラグリンガー
クレムリンのドックのボス。
メガンプ
キングクルーザーⅣのボス。
キングクルール
巨大キングクルール

## ゲームモード
アドベンチャー
ステージをクリアする1人用モード。クレムリン軍団の野望を打ち砕く。
チャレンジ
1人用のミニゲーム集。アドベンチャーを進めることによって遊べるミニゲームが増える。各ゲームごとにキャンディーコングの出す課題に挑戦する。3つのレベルをクリアするとエンドレスで記録に挑戦するモードが現れる。このエンドレスモードでAAAの記録を出すと、かくしせっていで任天堂スタッフの記録を表示することができるようになる。全部で6種類。
VSバトル
2人〜4人までダウンロードプレイで遊べる対戦モード。プレイヤーはドンキー、ディディー、ディクシー、ファンキーの4匹から選択できる。
エクストラステージ
条件を満たすと出現する。どれも高難易度のステージばかりで、クリアするにはそれ相応のアクション捌きが求められる。全部で11コース。

## 声の出演
- ドンキーコング（声：長嶝高士）
- クランキーコング（声：長嶝高士）
- ディディーコング（声：鈴木勝美）
- ディクシーコング（声：笹島かほる）
- ファンキーコング（声：土屋トシヒデ）
- キングクルール（声：土屋トシヒデ）
- クリッター（声：土屋トシヒデ）
- キャンディーコング（声：津々見沙月）
- バナナ星人（声：長嶝高士）